# پاریس تا پاریس
پاریس تا پاریس فیلمی به کارگردانی محمدحسین لطیفی و نویسندگی کاظم بلوچی محصول سال ۱۳۸۹ است. در قسمت‌هایی از این فیلم زبان فرانسوی مورد استفاده قرار گرفته است.

## خلاصه داستان
اسماعيل حقيقت جانباز شيميايي دفاع مقدس همراه دخترش يلدا براي مداوا به فرانسه مي رود...

## بازیگران
- حسین یاری
- کاظم بلوچی
- یگانه بلوچی
- سید مهرداد ضیایی
- جمشید شاه محمدی
- شیوا خسرومهر
- یاسمین نوروزی